# Koenraad VIII de Jonge
Koenraad VIII de Jonge (circa 1397 – 5 september 1444) was van 1416 tot 1427 hertog van Oels, Cosel en de helft van Bytom en vanaf 1416 hertog van de helft van Steinau. Hij behoorde tot de Silezische tak van het huis der Piasten.

## Levensloop
Koenraad VIII was de jongste van vijf zonen van hertog Koenraad III de Oude van Oels en diens echtgenote Judith, wier herkomst onbekend is. Net als zijn vier oudere broers werd hij Koenraad gedoopt.
Net als zijn broers Koenraad IV de Oudere en Koenraad VI de Deken koos hij om een kerkelijke loopbaan te beginnen. In 1416 trad hij toe tot de Duitse Orde. Binnen deze orde oefende hij de functie van procurator uit: van 1425 tot 1429 over Gardawa en van 1429 tot 1433 over Lochstedt. Vervolgens was hij provinciaal van de Duitse Orde in Bohemen en Moravië.
Hoewel Koenraad VIII een kerkelijke loopbaan volgde, gaf hij de rechten over zijn Silezische domeinen niet op. Nadat zijn oudste broer Koenraad IV de Oudere in 1416 zijn regeringsverantwoordelijkheden opgegeven had, regeerde hij samen met zijn drie oudere broers over de hertogdommen Oels en Cosel en de helft van de hertogdommen Bytom en Steinau. Dit bleef zo tot in 1427, toen Koenraad de Jonge na de dood van zijn broer Koenraad VI de Deken de regering over de helft van het hertogdom Steinau op zich nam. Hij bleef dit hertogdom regeren tot aan zijn dood in 1444.
Tijdens de Hussietenoorlogen behoorde hij in 1435 tot de coalitie van Silezische vorsten die een akkoord sloten met de Hussieten om zo zijn grondgebied verwoestingen te besparen.